# 資金管理団体
資金管理団体（しきんかんりだんたい）とは、政治資金規正法が定める政治団体の区分の一つである。

## 概説
政治家自身（公選選出公職人、公選選出公職人の候補者と候補者になろうとするものを含む）が代表を務める団体で、一の政治団体をその者のために政治資金の拠出を受けるべき政治団体として指定した政治団体のことをさす。ただし政治団体のうち政治活動を本来の目的としない団体、政治上の主義又は施策を研究する目的を有する団体で、衆議院議員若しくは参議院議員が主宰するもの又はその主要な構成員が衆議院議員若しくは参議院議員であるもの（いわゆる「派閥」）及び 政治資金団体およびその者以外の者を推薦し又は支持することを本来の目的とする政治団体を指定することはできない。

## 資金管理団体の特典
- 資金管理団体の届出をした者が、その者が公職の候補者である間に政党から受けた政治活動に関する寄附を、その資金管理団体に対してする寄附（特定寄附）については、総枠制限の適用をうけない。
- 資金管理団体の届出をした者がその資金管理団体に対してする寄附（特定寄附及び自己資金による寄附）については、個別制限の適用をうけない。

## 独自の規制
- 1995年1月1日から1999年12月31日までは資金管理団体への法人（企業・団体）からの寄附は年間50万円迄認められたが、平成12年（2000年）1月1日以降は禁止された。
- 公職の候補者は1つしか指定できない。
- 資金管理団体は、土地若しくは建物の所有権又は建物の所有を目的とする地上権若しくは土地の賃借権を取得し、又は保有してはならない。
- 資金管理団体による光熱水費、備品・消耗品費及び事務所費について5万円以上の部分について支出の明細の収支報告書への記載の義務付けるとともに領収書の写しの添付が必要（2008年から）。